# Stéphanos

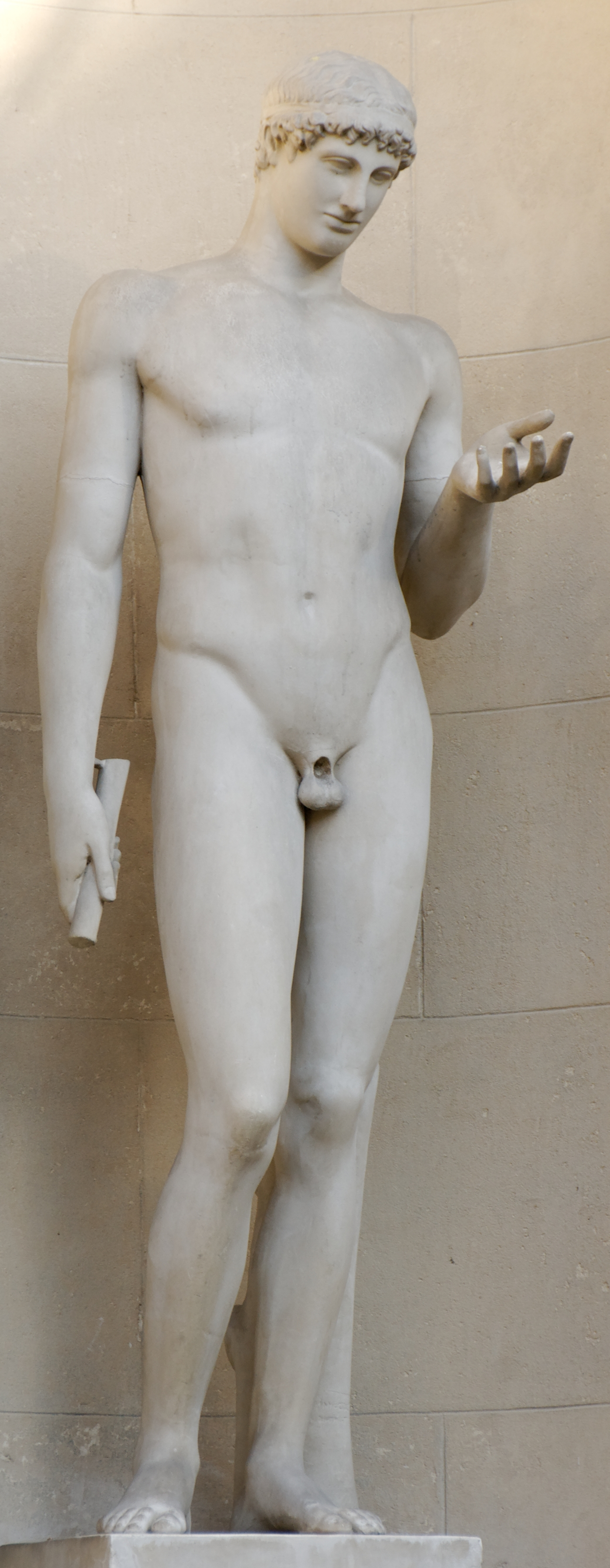
Moulage en plâtre de l’Athlète de Stéphanos au musée des beaux-arts de Lyon

Stéphanos, (en grec ancien Στέφανος) est un sculpteur grec de l'époque hellénistique récente (Ier siècle av. J.-C.).
Sa vie n'est pas connue. Il se déclare dans une signature le disciple du sculpteur Pasitélès et il a lui-même pour élève Ménélaos. Les sources antiques, en l'occurrence Pline l'Ancien, ne mentionnent de lui qu'une seule œuvre, des Appiades, figurant parmi les monuments érigés par Asinius Pollion à Rome.
On n'a retrouvé de ses œuvres qu'une statue de jeune homme, dite l'Athlète ou l'Éphèbe de Stéphanos, provenant de la villa Albani à Rome, qui porte sa signature.